# Cymodocella algoense
Cymodocella algoense is een pissebed uit de familie Sphaeromatidae. De wetenschappelijke naam van de soort is voor het eerst geldig gepubliceerd in 1875 door Stebbing.